# La cambiale di matrimonio
La cambiale di matrimonio (em português: A letra de câmbio do matrimônio) é uma farsa em un ato com a música do italiano Gioachino Rossini. O libreto é de Gaetano Rossi, e a estréia foi no Teatro San Moisè de Veneza em 3 de novembro de 1810. E foi uma das primeiras óperas do compositor italiano Gioacchino Rossini.

## Sinopse
A trama é muito simples: Slook, um negociante do Canadá, tem a intenção de se casar na Inglaterra. Assim envia uma carta ao inglês Mill, que ele deverá apresentar a jovem pretendida quando se casarem, já que não se conhecem. Mill pensa casá-lo com a sua filha Fanny, mas ela ama sem o pai saber um empregado seu, Milford. Ao saber que os dois jovens estão perdidamente apaixonados, Slook se conforma: não só transfere a "letra de câmbio do matrimônio" a Milford, como ainda o nomeia o seu herdeiro universal, aplacando a ira do velho Mill.